# Islamic Human Rights Commission
 (avril 2021).
La Islamic Human Rights Commission (IHRC) est une organisation à but non lucratif qui affirme militer contre les violations des droits de l'homme envers les musulmans. Elle est basée à Londres et a été créée en 1997.

## Idéologie
L'organisation Awaaz décrit le IHRC comme « une organisation islamiste radicale qui utilise le langage des droits de l'homme pour promouvoir un agenda extrémiste et l'adoption de la charia ». Dans un rapport intitulé « The Islamic Right - key tendencies », Awaaz indique que le IHRC fait partie d'une nébuleuse d'organisations islamistes et néo-khomeynistes.
En 2006, cette classification d'islamisme est appuyée par la journaliste Melanie Philipps, qui affirme dans un article paru dans The Spectator que l'organisation est « le plus évident promoteur du jihadisme khomeyniste au Royaume-Uni » et qu'on la dit proche de l'Iran (et du Hezbollah).
Le Stephen Roth Institute (en), une organisation étudiant l'antisémitisme et le racisme, basée à l'université de Tel Aviv, considère dans ses rapports annuels l'IHRC comme soutenant les islamistes radicaux et comme une organisation islamiste radicale, antisémite et complotiste.
Cette association est qualifiée par Caroline Fourest d'« islamiste proche du Hamas et considérée comme la tête de pont du lobby khomeiniste à Londres », et, selon elle, « la Islamic Human Rights Commission ne poursuit qu'un objectif : intimider les adversaires de l'Iran et de l'islam intégriste ».
Pour Ahmed Boubeker, Chahdortt Djavann, Farhad Khosrokhavar et d'autres intellectuels, c'est une association islamiste londonienne.
Le député Jeremy Corbyn est critiqué par la presse pour avoir déclaré que cette association fait un travail formidable .

## Activités et controverses
L'organisation pointe chaque année ce qui constitue pour elle des dérives islamophobes, à travers les Annual Islamophobia Awards.

### Soutien apporté à des islamistes condamnés pour terrorisme
L'IHRC critique le jugement et demande la libération de plusieurs personnes condamnés pour terrorisme. Il compare Abou Hamza al Masri au chef du BNP Nick Griffin, accuse la justice de deux-poids deux-mesures parce que ce dernier n'a pas été condamné, et affirme que la condamnation d'Abou Hamza envoie le signal que « les musulmans ne sont pas égaux aux yeux de la loi de ce pays ». Il s'oppose ensuite à son extradition aux États-Unis.
L'organisation fait campagne pour la libération d'Omar Abdel Rahman — condamné pour l'attentat du World Trade Center de 1993 —.

### Prix de «l'islamophobe de l'année» attribué àCharlie Hebdo(2015)

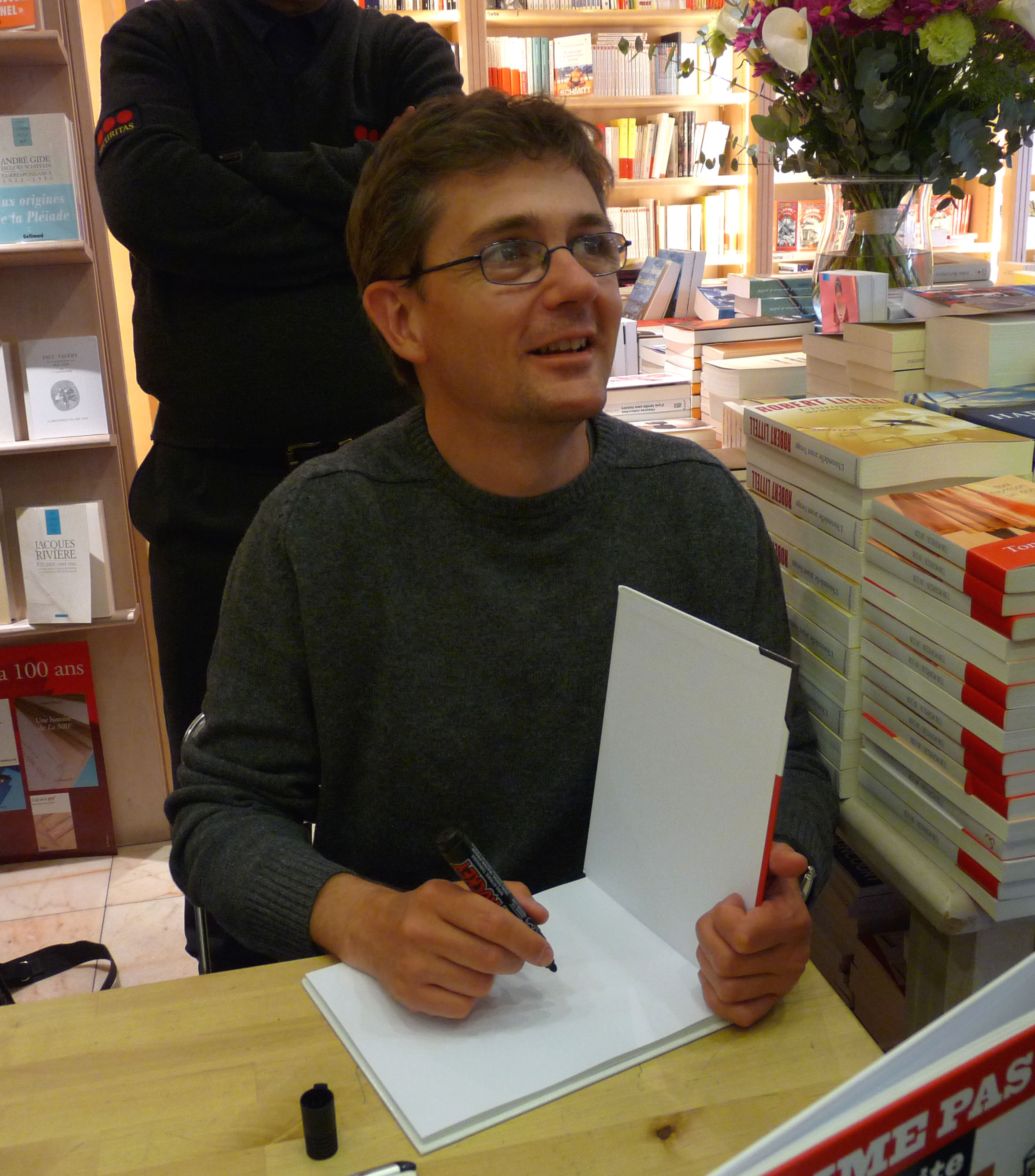
Charb, directeur de la publication à Charlie Hebdo et victime de l'attentat.

En 2015, l'IHRC attribue son prix de l'« islamophobe de l'année » au magazine satirique Charlie Hebdo moins de deux mois après que douze personnes ont été tuées dans les locaux de l'hebdomadaire par des extrémistes islamistes,. Parmi les nommés dans cette catégorie figuraient aussi Benjamin Netanyahou et Barack Obama.
Parmi les autres vainqueurs, l'IHRC distinguait aussi la ministre de l'Intérieur britannique Theresa May.
Lors de la même cérémonie, l'organisation attribue le prix de « l'islamophobe britannique de l'année » à Maajid Nawaz.

### Affaire Nazim Ali
En juin 2017, Islamic Human Rights Commission organise la Journée Al Quds, un rassemblement controversé anti-israélien, au cours de laquelle 700 personnes brandissent le drapeau du groupe paramilitaire libanais islamiste Hezbollah, ainsi que des banderoles portant les mots « Nous sommes tous le Hezbollah ». Ce rassemblement survenant après l’incendie de la tour Grenfell, Nazim Ali, directeur de la Commission islamique est filmé dans la rue en train de hurler à un groupe de manifestants « ce sont les sionistes qui donnent de l’argent au Parti conservateur, pour tuer des gens dans des immeubles de grande hauteur » et « Attention, attention, attention aux rabbins qui appartiennent au Conseil des Rabbins, qui ont du sang sur les mains ».
Sous le feu des critiques, il affirme ensuite que le Sunday Telegraph « n’a pas présenté ce que j’ai dit avec précision dans le contexte plus large de ce qui a été dit dans le prélude à la minute de silence pour Grenfell. Tel que présenté, cela semble quelque peu inélégant... Dire que certains partisans de Theresa May ou du Parti conservateur sont sionistes n’est guère controversé ».
The Campaign Against Antisemitism (CAA) par la suite intente une poursuite privée pour incitation à la haine raciale ou religieuse. Celle-ci est bloquée par le ministère public qui considère qu'il n'y avait pas de « perspective réaliste » de condamnation. L'IHRC déclare de son côté que cette décision constituait une « victoire majeure pour les militants pro-palestiniens en Grande-Bretagne ».